# Pacídia (gens)
Pacídia (em latim: Pacidia, pl. Pacidii) era uma obscura família da Roma Antiga. Há uma incerteza se era uma família plebéia ou patrícia. Poucos membros desta gens são mencionados pelos historiadores, mas alguns são conhecidos por meio de inscrições. Os mais notáveis podem ter sido os dois Pacídios que foram comandantes do exército de Cneu Pompeu Magno durante a Guerra Civil da República Romana. 

## Origem
O nome Pacídio pertence a uma classe de gentilícia formada a partir de outros nomes, utilizando o sufixo -idius. Normalmente tais nomes seriam formados a partir de outros com o sufixo -idus, mas neste caso nenhum nome Pácido (Pacidus) é conhecido, e o sufixo parece ter sido escolhido arbitrariamente sem uma relação morfológica direta com o nome original.  A raiz do nomen é provavelmente o prenome oscano Pácio (Paccius), que também foi usado como nome gentio. Pacídio seria portanto cognato do nome Pácio, e provavelmente também de Pacílio.  Se o nome tiver essa origem, então os Pácios seriam uma família osca, talvez de origem samnita, o que é provável pois a maioria das inscrições com este nome estarem concentradas na região de Sâmnio. No entanto, é possível que Pacídio seja, em vez disso, uma variação ortográfica de Placídio, derivada do cognome latino Plácido, que significa "pacífico". 

## Prenomes
Apesar do número relativamente pequeno de Pacídios conhecidos, parece que eles favoreciam os prenomes Públio (Publius) ou Caio (Gaius), e talvez também Lúcio (Lucius), três dos nomes muito comuns ao longo da história romana. Eles também usaram o prenome Numério (Numerius), que embora relativamente incomum na cidade de Roma, era frequentemente usado por povos de língua osca, como os sabinos e os samnitas.

## Membros
- Pacídio, um dos generais sob o comando de Quinto Cecílio Metelo Cipião durante a Guerra Civil Romana na África. Juntamente com Tito Labieno e um segundo Pacídio, ele foi um dos comandantes pompeianos na Batalha de Ruspina. Ele parece ser o mesmo Placídio que foi gravemente ferido na escaramuça em Tegea, na África. [4]
- Pacídio, o segundo general com este nome sob o comando de Metelo Cipião durante a Guerra Africana. Ele foi um dos comandantes pompeianos em Ruspina, mas não é mencionado novamente e seu destino é desconhecido. [4]
- Lúcio Pacídio P. f., mencionado em uma inscrição encontrada em Celino Atanásio, anteriormente em Piceno. [5]
- Pacídia N. f. Gávia, nomeada numa inscrição encontrada em Capistrello, antigo território dos équos. [6]
- Pacídia Mete, esposa de Públio Dídio Filótimo, com quem dedicou um túmulo em Larino em Sâmnio à sua filha, Dídia Máxima, de dezoito anos. [7]
- Públio Pacídio (C. l.?) Filadelfo, provavelmente um liberto, enterrado em Roma. [8]
- Caio Pacídio C. l. Píndaro, um liberto mencionado numa inscrição de Priverno no Lácio. [9]
- Pacídia Prócula, nomeada em uma inscrição de Uscósio em Sâmnio. [10]